# Trichosea lugens
Trichosea lugens är en fjärilsart som beskrevs av Culot. Trichosea lugens ingår i släktet Trichosea och familjen Pantheidae. Inga underarter finns listade i Catalogue of Life.